# Lorenz Koller (Rennrodler)
Lorenz Koller (* 26. September 1994 in Innsbruck, Tirol) ist ein ehemaliger österreichischer Rennrodler.

## Werdegang
Koller startete im Jänner 2012 bei den Olympischen Jugend-Winterspielen in Innsbruck im Doppelsitzer. Mit seinem Rodelpartner, dem Vorarlberger Thomas Steu, belegte er den sechsten Rang.
Bei den Rennrodel-Weltmeisterschaften 2016 erreichte er den sechsten Endrang, und bei den Rennrodel-Weltmeisterschaften 2017 wurde er Vierter im Doppelsitzer Sprint. 2017 wurde er auch U23-Weltmeister und Vizeeuropameister in der Team-Staffel im Doppelsitzer mit Thomas Steu.
Lorenz Koller nahm 2018 an den Olympischen Winterspielen im südkoreanischen Pyeongchang teil. Mit Steu belegte er den vierten Endrang.
Am 24. November 2018 feierten Koller und Steu in Igls ihren ersten Weltcup-Sieg.
Bei den Europameisterschaften der Kunstbahnrodler in Lillehammer holte sich Lorenz Koller mit seinem Partner Thomas Steu im Jänner 2020 die Silbermedaille.
In der Saison 2020/21 gewann Lorenz Koller gemeinsam mit seinem Partner Thomas Steu vier Saisonrennen. Sie konnten erstmals die Weltcupgesamtwertung der Doppelsitzer für sich entscheiden.
Am 16. April 2023 gab Koller sein Karriereende bekannt.
Koller war aktiver Sportler des Heeressportzentrums des Österreichischen Bundesheers und trainierte im Heeresleistungszentrum Innsbruck. Als Heeressportler trug er zuletzt den Dienstgrad Zugsführer.

## Erfolge

### Weltcupsiege
Doppel
| Nr. | Datum         | Ort                     | Bahn                        |
| --- | ------------- | ----------------------- | --------------------------- |
| 1.  | 24. Nov. 2018 | Innsbruck-Igls          | Olympia Eiskanal Igls       |
| 2.  | 25. Nov. 2018 | Innsbruck-Igls (Sprint) | Kunsteisbahn Bob-Rodel Igls |
| 3.  | 2. Jan. 2019  | Winterberg              | Bobbahn Winterberg          |
| 4.  | 2. Feb. 2019  | Altenberg               | DKB-Eiskanal                |
| 5.  | 11. Jan. 2020 | Winterberg              | Bobbahn Winterberg          |
| 6.  | 28. Nov. 2020 | Innsbruck               | Olympia Eiskanal Igls       |
| 7.  | 29. Nov. 2020 | Innsbruck (Sprint)      | Kunsteisbahn Bob-Rodel Igls |
| 8.  | 5. Dez. 2020  | Altenberg               | DKB-Eiskanal                |
| 9.  | 16. Jan. 2021 | Oberhof                 | Rennrodelbahn Oberhof       |
| 10. | 11. Dez. 2021 | Altenberg               | DKB-Eiskanal                |
| 11. | 18. Dez. 2021 | Innsbruck               | Kunsteisbahn Bob-Rodel Igls |

Teamstaffel
| Nr. | Datum         | Ort     | Bahn                            |
| --- | ------------- | ------- | ------------------------------- |
| 1.  | 21. Nov. 2021 | Yanqing | Yanqing National Sliding Center |